# Lancia Appia
Lancia Appia – kompaktowy samochód osobowy produkowany przez włoską firmę Lancia w latach 1953–1963. Dostępny jako: 4-drzwiowy sedan (Berlina), 2-drzwiowe coupé (z różnymi nadwoziami), 2-drzwiowy kabriolet oraz 3-drzwiowe kombi. Następca modelu Ardea. Do napędu używano silników V4 o pojemności 1,1 litra. Moc przenoszona była na oś tylną poprzez 4-biegową manualną skrzynię biegów. W latach 1956 i 1959 przeprowadzono faceliftingi. Samochód został zastąpiony przez model Fulvia.

## Dane techniczne
Źródło:

### Silnik
- V4 1,1 l (1091 cm³), 2 zawory na cylinder, OHV
- Układ zasilania: gaźnik
- Średnica × skok tłoka: 68,00 mm × 75,00 mm
- Stopień sprężania: 7,4:1
- Moc maksymalna: 39 KM (28,3 kW) przy 4800 obr./min
- Maksymalny moment obrotowy: 70 N•m przy 3000 obr./min

## Wersje

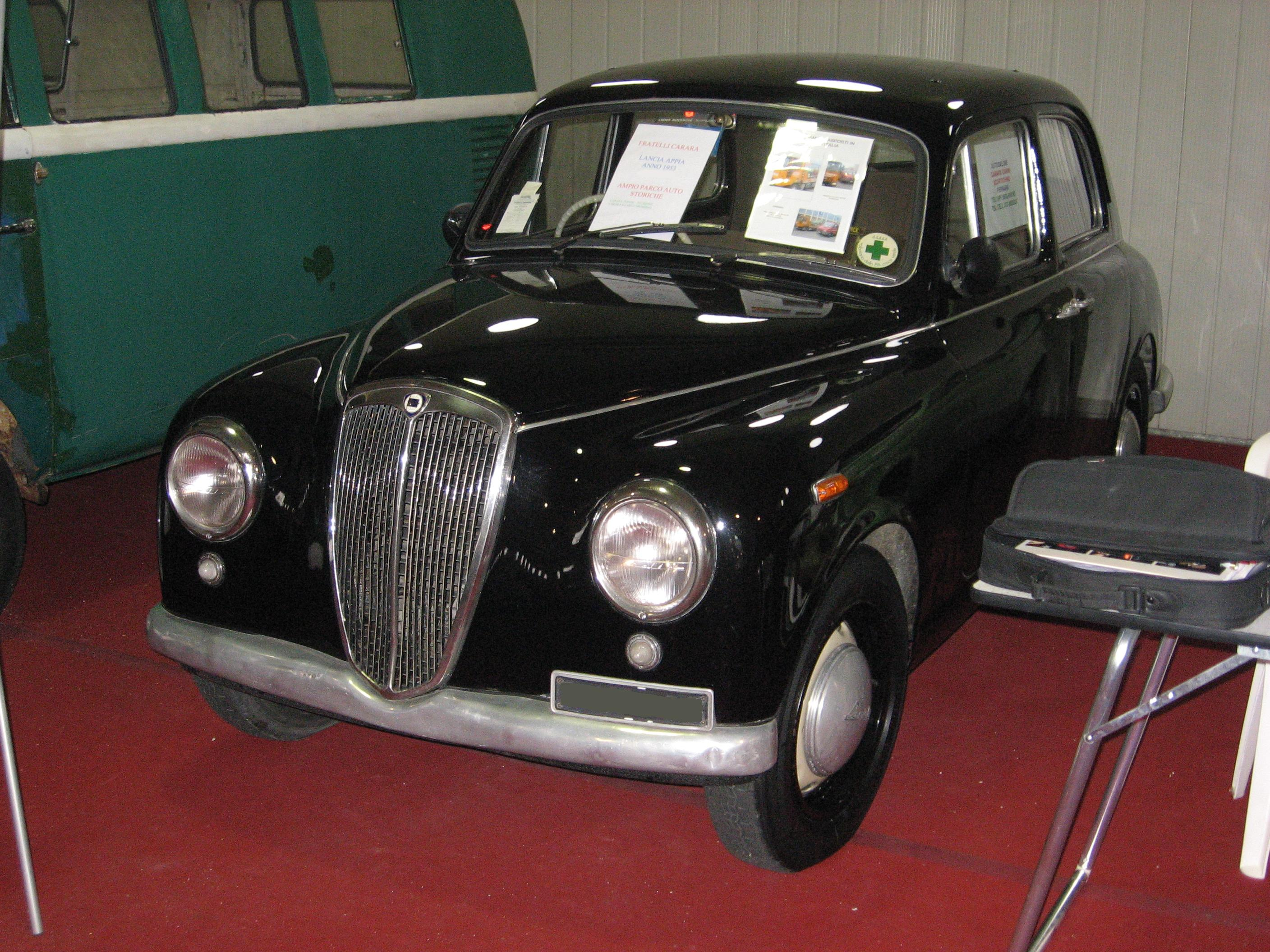
Lancia Appia Berlina 1. serii (1953)
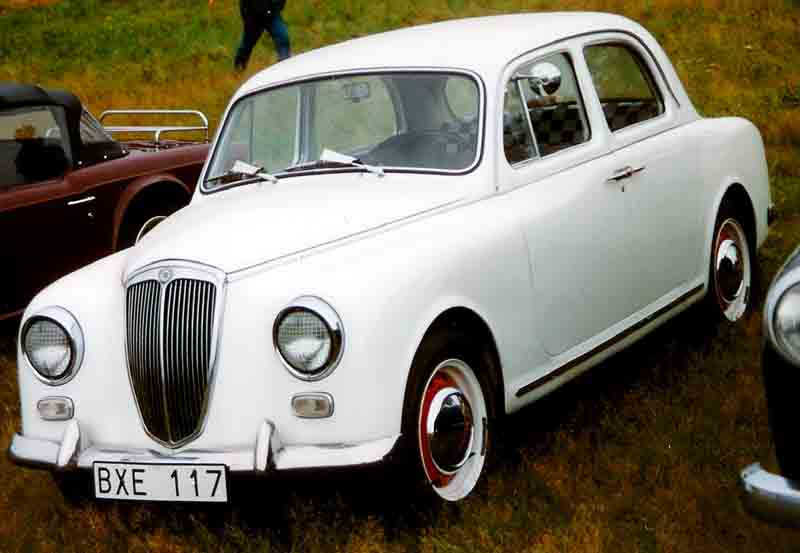
Lancia Appia Berlina 2. serii (1958)
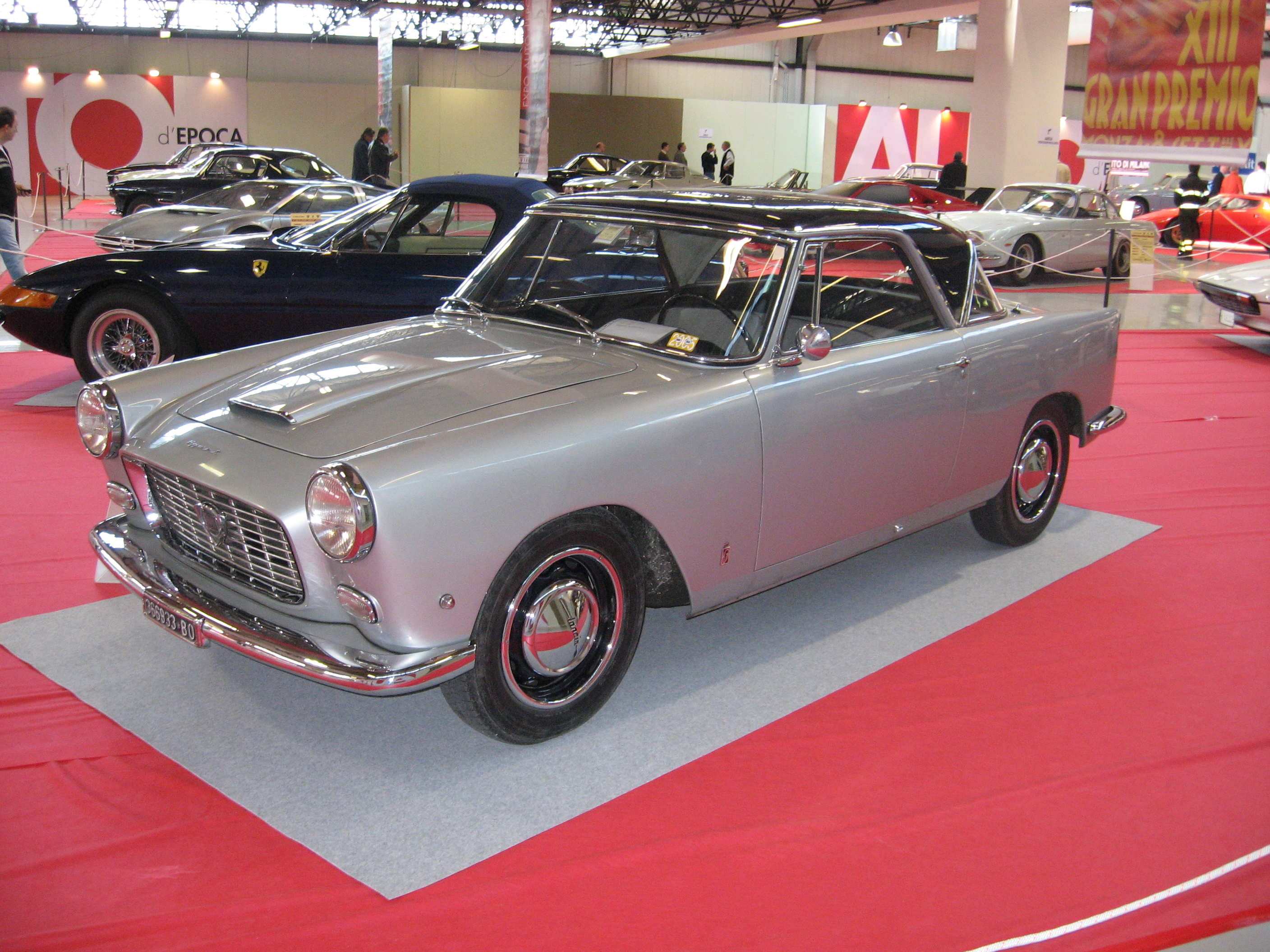
Lancia Appia Pininfarina Coupé Series II
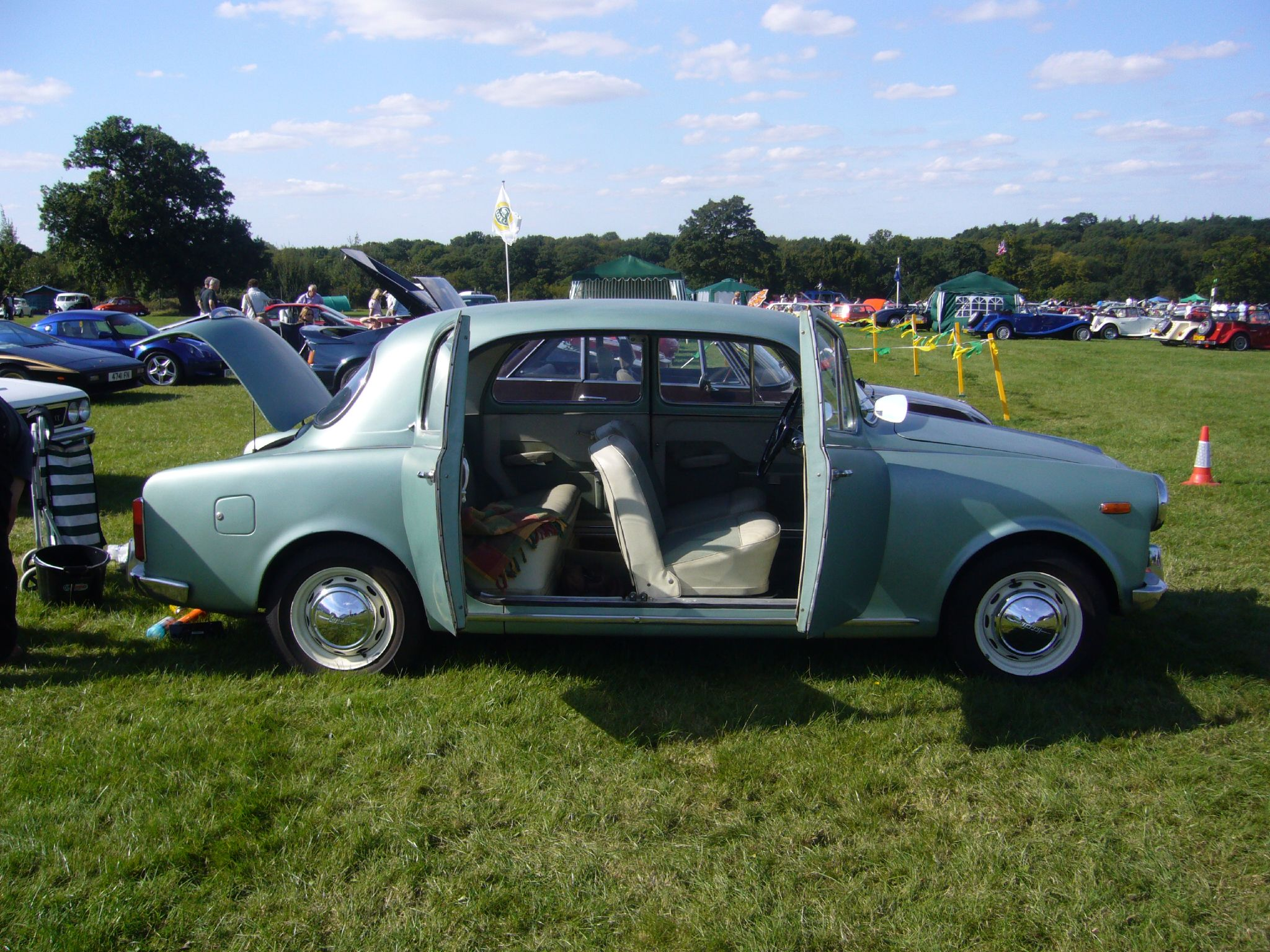
Lancia Appia 3. serii